# تلفزيون الشراع
تلفزيون الشراع قناة تلفزيونية فلسطينية، من أوائل القنوات التلفزيونية الفلسطينية، تبث من مدينة طولكرم بالضفة الغربية.

## النشأة
تأسس تلفزيون الشراع في مدينة طولكرم عام 1997، حيث يقع مقر التلفزيون في المدينة. تلفزيون الشراع حاصل على الترخيص الرسمي من وزارة الإعلام الفلسطينية.

## مناطق البث
يصل بث تلفزيون الشراع إلى كافة مناطق محافظة طولكرم، إضافة إلى مناطق الـ48 المجاورة، ومحافظات الضفة الغربية المجاورة.

## أزمة التلفزيون مع إسرائيل
اتهمت إسرائيل تلفزيون الشراع بالتشويش على محطات التلفزة والمطارات الإسرائيلية القريبة، وفي يوم 4 فبراير 2014 قامت إدارة التلفزيون بوقف البث بعد تهديد السلطات الإسرائيلية باقتحام مقر التلفزيون ومصادرة الأجهزة والمحتويات.
في أعقاب ذلك أدان اتحاد إذاعات الدول العربية في تونس والاتحاد العام للصحفيين العرب التهديدات الإسرائيلية بحق تلفزيون الشراع، ودعا اتحاد إذاعات الدول العربية كافة المؤسسات الدولية ذات العلاقة إلى تحمل مسؤولياتها. بعد أيام عاد بث التلفزيون وفق تردد جديد.

## وصلات خارجية
- اتحاد الصحفيين العرب يدين التهديدات الإسرائيلية بإغلاق تلفزيون الشراع، 15 فبراير 2014.
- اتحاد إذاعات الدول العربية يدين التهديدات الإسرائيلية لتلفزيون الشراع، 17 فبراير 2014.